# 朱安潟
東會莊懿王朱安潟（1489年—1526年），明朝周藩第一代東會王，周惠王朱同䥝的庶第二十一子。

## 生平
弘治七年（1494年）六月，獲賜名安潟。弘治十年（1497年）十一月，封東會王。
嘉靖五年（1526年），朱安潟去世，享年三十八歲，諡號莊懿。三年後，庶長子朱睦柊襲爵。

## 家庭

### 妻
- 葛氏，葛瑄女，弘治十七年（1504年）十二月冊為東會王妃[6]

### 子
- 庶長子：東會莊惠王朱睦柊[5]